# 森下真由美
森下 真由美（もりした まゆみ、1973年8月29日 - ）は、元山陽放送 (RSK) のアナウンサー。

## 来歴
岡山県岡山市出身。岡山県立岡山芳泉高等学校、ノートルダム清心女子大学家政学部児童学科卒業。
1996年に山陽放送に入社し、同期の坤徳ひとみ、高畑誠、西田多江、米澤秀敏とともに同局のアナウンサーになる。

## アナウンサー時代の担当番組

### テレビ番組
- おはようクジラ（TBS）[3]
- 山陽トピックス[3]
- ぐるっと四国[3]
- 3海情報ナビ はっぴぃ・うぃーくえんど[注釈 1][6]
- ウィークエンド中四国[6]
- 山陽TVイブニングニュース - 月曜・火曜担当[6]
- エクスプレス（TBS）[6]
- 国司憲一郎の元気一番![4]
- 3海ウィークエンドナビ[4]

### ラジオ番組
- ラジばたワイド おはようネットワーク - 同番組内で放送の『ちびっ子バンザイ』も担当[1]。
- 県民の皆さんへ[1]